# Émile Sartorius
Émile Adolphe Sartorius (* 1. April 1885 in Roubaix; † 23. November 1933 ebenda) war ein französischer Fußballspieler.

## Leben
Sartorius spielte auf Vereinsebene für den Racing Club Roubaix, den erfolgreichsten Fußballklub Frankreichs vor dem Ersten Weltkrieg. Er gewann mit seiner Mannschaft 1902, 1903, 1904, 1906 und 1908 die USFSA-Meisterschaft und stand 1905 und 1907 im Finale.
Sein erstes Länderspiel für Frankreich bestritt Sartorius am 1. November 1906 im Pariser Parc des Princes gegen eine englische Amateurauswahl. Es endete mit einer 0:15-Niederlage der Franzosen. In seinem zweiten Spiel am 8. März 1908 erzielte er beim 2:1 im Freundschaftsspiel gegen die Schweiz sein erstes Länderspieltor.
Im selben Jahr nahm er mit der Nationalmannschaft an den Olympischen Sommerspielen 1908 in London teil. Frankreich entsandte zwei Teams, die jeweils mit einer hohen Niederlage gegen Dänemark nach nur einer Partie aus dem Turnier ausschieden.  Sartorius kam am 22. Oktober 1908 in der „A“-Mannschaft zum Einsatz. Beim 1:17, der bis heute höchsten Niederlage Frankreichs in einem offiziellen Länderspiel, erzielte er den einzigen französischen Treffer zum zwischenzeitlichen 1:3. Es war gleichzeitig sein letzter Länderspieleinsatz.
Während des Ersten Weltkriegs wurde Sartorius schwer verwundet. Nach dem Krieg war er für seinen früheren Klub als Funktionär tätig.